# Литофилы
Литофилы — экстремофильные микроорганизмы, которые могут существовать в щелях и порах осадочных и даже вулканических пород на глубине нескольких километров. Некоторые живут на поверхности камней и обеспечивают себя энергией за счёт фотосинтеза. Те, что живут на глубине, не фотосинтезируют, но получают энергию из окружающих их минералов. Они могут жить в скальных расщелинах, где скапливается вода. Вода содержит растворённый углекислый газ (CO2), который микробы используют для удовлетворения потребности в углероде. Они были обнаружены в каменистых породах на глубине около 3 км, где температура достигает приблизительно 75°C.  